# Potosi (Missouri)
 For alternative betydninger, se Potosi (flertydig). (Se også artikler, som begynder med Potosi)
Potosi er en amerikansk by i Washington County, i staten Missouri. I 2000 havde byen et indbyggertal på 2.698.
37°56′16″N 90°46′55″V / 37.93778°N 90.78194°V